# PositiveID
PositiveID é uma subsidiária da Applied Digital (Nasdaq: ADSX), que comercializa uma linha de Identificação por Rádio Frequência(RFID) (incluindo o VeriChip) utilizado na segurança, financeiro, identificação de emergência e outras aplicações. As recentes aquisições pela VeriChip Corporation, incluem o EXI Wireless e Instantel, incluindo a sua Divisão de Segurança Xmark HealthCare.
Os escritórios corporativos, estão localizados em Delray Beach, Flórida.